# Уки (город, Япония)
Уки (яп. 宇城市 Уки-си) — город в Японии, расположенный в центральной части префектуры Кумамото. Основан 15 января 2005 года путём объединения пяти посёлков: Мисуми и Сиранухи уезда Уто и Мацубасэ, Огава и Тоёно уезда Симомасики. Площадь города составляет 188,58 км², население — 60 148 человек (1 августа 2014), плотность населения — 318,95 чел./км².